# Sombra y hueso
Sombra y hueso es una aventura de fantasía para jóvenes y novela de debut escrita por Leigh Bardugo. Fue publicada por Macmillan Editores el 5 de junio de 2012. La novela está narrada por Alina Starkov, una adolescente huérfana que es criada en la tierra de Praga de Ravka cuando inesperadamente, con el fin de salvar a su mejor amigo de la niñez utilizando un poder que no sabía que poseía, es capturada por el Grisha. Es el primer libro de la trilogía de Grisha , seguido por Asedio y Tormenta. Es también el homónimo y base para la adaptación de Netflix, Sombra y Hueso serie estrenada en abril de 2021.

## Resumen de la trama
Alina Starkov es una adolescente que creció junto a Malyen Oretsev en un orfanato en Keramzin, en el Reino de Ravka. La historia empieza con ellos marchando a través del Nocéano (también llamado la Sombra), una franja de tierra estéril perpetuamente oscura que divide el reino en dos. Las expediciones periódicas enviadas a través de la arena para exportar e importar bienes son a menudo atacadas por monstruos voladores llamados volcra que viven en el lugar. Durante su cruce, los volcras atacan, y, mientras salva a Mal, Alina muestra un extraordinario talento Grisha. Los Grisha son personas con la capacidad de manipular los elementos para utilizarlos como armas, p.ej. lanzar fuego, convocar viento, o regular corazones. Alina tiene el talento Grisha de convocar luz.
El líder de los Grisha, el Oscuro, alcanza a Alina a la capital Os Alta, diciendo que su poder es único y valioso; esto la hace un objetivo de asesinato para los enemigos de Ravka. Lucha para estar a la par de otros Grisha y para tener confianza en sus propias capacidades  mientras comienza una rigurosa formación. Siente una atracción fuerte hacia el Darkling, el cual  parece corresponderle. Durante dos encuentros se besan, y Alina está confundida por sus reacciones a estos.
Tras demostrar su poder al Rey y su corte, su tutora Baghra le indica a Alina que debe huir, que el Darkling está utilizándola, que el Darkling creó el Nocéano, y que pretende esclavizarla y utilizar el poder de su Grisha para conquistar el mundo. Baghra También revela que ella es la madre del Darkling. Durante sus dos semanas de vuelo es casi capturada, pero es salvada por Mal, quien tiene una capacidad casi sobrenatural para rastrear, razón por la cual fue enviado a buscarla. En vez de entregarla, la ayuda a escapar.
Deciden cazar un ciervo mágico en el norte lejano. Si Alina mata al ciervo y hace un collar de sus cuernos, sus poderes serán sumamente amplificados. Después de mucho tiempo y esfuerzo, Alina y Mal encuentran al ciervo, en el mismo momento en el que se dan cuenta de cuánto se aman el uno al otro. Ella rehúsa matar al ciervo, y el animal reconoce esto. En ese mismo momento el Darkling y otros grisha aparecen. El Darkling mata al ciervo y coloca sus huesos en ella para poder controlar su poder.
Rápidamente regresan hacia el sur, al punto de cruce más importante del Nocéano. El Darkling fuerza a Alina a proteger el barco durante el cruce de este punto. Cerca del otro lado, el Darkling extiende el Nocéano, causando muerte y destrucción alrededor. Entonces él lanza a Mal del barco, hacia el Nocéano, para ser devorado por monstruos. Desesperada, Alina finalmente se da cuenta de que su acto de piedad, perdonarle la vida al ciervo, le da la posibilidad de liberarse de la esclavitud del Darkling. Su amor hacia Mal le concede la fuerza necesaria. Alina se libera, salta fuera del barco, salva a Mal, y destruye el barco.
El libro concluye con Mal y Alina haciéndose paso a través del True Sea ("Mar Verdadero" en español), huyendo de Ravka y del Darkling.

## Desarrollo
Sombra y hueso es la primera novela de Bardugo. Cuando Entertainment Weekly le preguntó a Bardugo sobre su inspiración para la serie, ella explicó, "En la mayoría de fantasía, la oscuridad es metafórica; es justo una manera de hablar sobre el mal (caídas hacia el vacío y la oscuridad a través de la tierra, una edad oscura se aproxima, etc.). Quise tomar algo figurativo y hacerlo literal. Así que la pregunta se transformó en ¿Qué pasaría si la oscuridad fuese un sitio ? ¿Cómo sería si los monstruos lurking fueran reales y más horribles que cualquier cosa que tu  nunca hayas podido imaginar debajo de tu cama o detrás de la puerta del armario? ¿Y qué si tuvieras que luchar en su propio territorio, ciego y desamparado en la oscuridad? Estas ideas finalmente se concentraron en el Shadow Fold."
Para la creación de Ravka Bardugo se inspiró en el Imperio ruso de principios del siglo XIX. Cuando le preguntaron por qué había escogido este escenario particular, Bardugo explicó, " pienso que hay un poder enorme en las imágenes que asociamos con la historia y la cultura rusa, estos extremos de belleza y brutalidad que se dejan llevar a la fantasía. Y honestamente, por mucho que me gusten los sables y las jarras de cerveza— créanme que sí — quise tomar lectores de un lugar un poco diferente. La Rusia zarista me dio un punto diferente de salida."
Bardugo hizo el progreso necesario de preguntar a múltiples agentes para que acepten representar un contrato de 3 libros en 37 días. La serie de El Grisha fue a subasta el 1 de  diciembre, en 2010 y fue vendido a Henry Holt y Co./Macmillan El 3 de diciembre, en 2010. Sombra y Hueso, el primer libro de la trilogía, fue publicado en junio del 2012.

## Recepción
En Publishers Weekly comentaron que "la angustia y la pasividad de Alina son un poco decepcionantes, pero la anarración de Bardugo y su construcción de mundos son más que suficientes para compensar." Por otro lado, Kirkus Reviews notó "El desarrollo es bastante potente para llevar más lectores a perderse en este y en el siguiente libro de la serie."

## Secuelas y trabajos relacionados
Su secuela y segundo libro en la trilogía, Asedio y Tormenta, fue publicado en junio de 2013. El libro final de la trilogía, Ruina y Ascenso, fue publicado en junio de 2014.
También en el mismo mundo que la triología del Grisha fue publicada la duología de Seis Cuervos (2015) y Reino de ladrones (2016); la colección autónoma de historias cortas La Lengua de Thorns; y la duología Rey de Cicatrices (2019) y Regla de Lobos (2021), la cual presenta personajes tanto como de la trilogía original como de Seis de Cuervos.

## Adaptaciones
En septiembre de  2012, Holly Bario, presidente de produccionesDreamWorks', anunció que había tomado los derechos de autor para la película Sombra y Hueso. David Heyman, quién produjo las películas de Harry Potter, fue anunciado como productor. Jeffrey Clifford, presidente de Heyday Películas, también produciría la película.
En enero de 2019, Netflix publicó una serie de ocho episodios basada en la triología del Grisha y la duología de Seis Cuervos con Eric Heisserer como autor-productor. La producción empezó en octubre de 2019 con Jessie Mei Li como Alina Starkov, Ben Barnes como General Kirigan (), Archie Renaux como Malyen Oretsev, Sujaya Dasgupta como Zoya Nazyalensky, Daisy Cabeza como Genya Safin, y Simon Sears como Ivan.
Los ocho episodios de la serie fueron publicados el 23 de abril de 2021.